# Boleslaw Friedrichowitsch Grindler

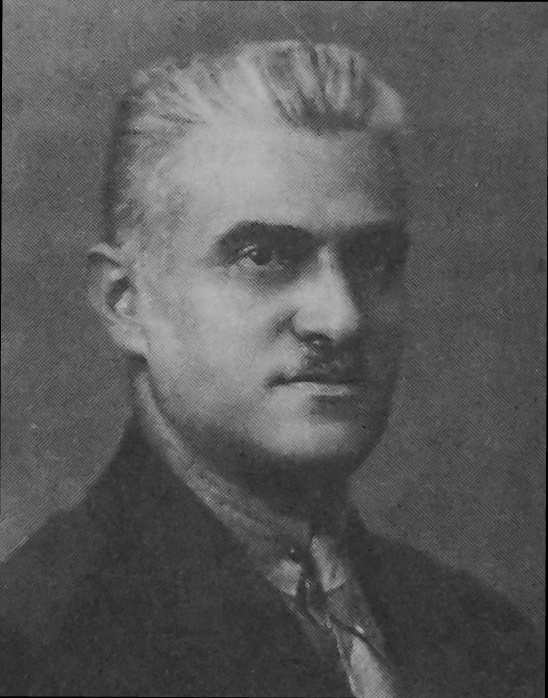
Boleslaw Friedrichowitsch Grindler

Boleslaw Friedrichowitsch Grindler (russisch Болеслав Фридрихович Гриндлер; * 19. Septemberjul. / 1. Oktober 1889greg. in Poltawa; † 14. Mai 1938 in Kommunarka) war ein russischer Bergbauingenieur.

## Leben
Grindler, Sohn eines Buchhalters, besuchte die Poltawaer Realschule, die ihn 1905 wegen Beteiligung an politischen Unruhen ausschloss. 1907 begann er das Studium an der Gorlowkaer Bergbau-Schule. Dann arbeitete er im Donbass und später auf den sibirischen Goldfeldern.

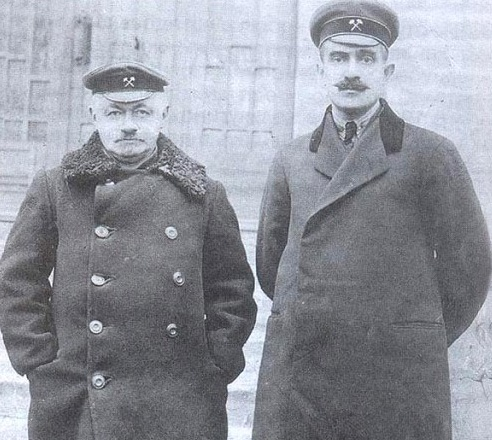
Lewizki (links) und Grindler 1916

Nach der Oktoberrevolution kehrte Grindler 1918 ins Donbass zurück. 1919 wurde er als Nachfolger Dmitri Gawrilowitsch Lewizkis Leiter der 1907 von Iossif Iossifowitsch Fedorowitsch gegründeten Zentralen Rettungsstation in Makijiwka für die dortigen Bergwerke. 1920–1926 leitete er den Wiederaufbau der im Russischen Bürgerkrieg zerstörten Rettungsstationen im Donbass, die Erweiterung und Modernisierung der bestehenden Stationen und den Bau neuer Stationen. Er organisierte die praktische Arbeit in den Stationen und die Forschung und schulte das Personal. Dank seiner Bemühungen entstand eine zentralisierte effektive Rettungsorganisation. Bei der 1928 vom Rat der Volkskommissare der RSFSR beschlossenen Gründung der Zentralen Rettungsstation in Leninsk-Kusnezki, dem geographischen Zentrum des künftigen Kusbass-Industriegebiets, war Grindler Berater gewesen.
Im Zusammenhang mit dem Schachty-Prozess wurde Grindler wie viele andere erfahrene Kohlemanager 1928 verdächtigt, mit ausländischen Umsturzzentren in Kontakt zu stehen. 1930 wurde er aus dem Donbass nach Kasachstan verbannt. Dort war er Chefingenieur des Trusts KasStroiUgol (später KaragandaUgol). Zusammen mit Kornei Ossipowitsch Gorbatschow, Trust-Vorstand und einer der ersten Organisatoren der Kohlewirtschaft der UdSSR, leitete er die Prospektion und Exploration im Karaganda-Kohlebecken, das Abteufen neuer Schächte sowie den Bau der Bergwerksanlagen und der Wohnhäuser für die Arbeiter. Daneben bemühte er sich um die Gründung eines Rettungsdienstes in Karaganda. Am 1. November 1932 wurde die erste Bergbaurettungsstation im Karaganda-Kohlebecken eröffnet.
1932 wurde Grindler als Chef der Grubenwehr Sibiriens und Fernosts nach Leninsk-Kusnezki versetzt. Er entwickelte den Rettungsdienst und den Bau von Rettungsstationen. In den Bezirksrettungsstationen in Anschero-Sudschensk, Prokopjewsk und Leninsk-Kusnezki gründete er Laboratorien für die Untersuchung der Oxidierbarkeit der Kohle und der Selbstentzündbarkeit der massiven Kohleflöze im Kusbass. 1933 sorgte er bei den Bezirksstationen für die Einrichtung von Laboratorien für Psychologie, Physiologie und Ergometrie zur Untersuchung des einzustellenden Rettungspersonals und regelmäßigen Kontrolle des Gesundheitszustands des Personals. Die Zentrale Rettungsstation in Leninsk-Kusnezki nahm 1934 ihren Betrieb auf und gehörte zu den besten im In- und Ausland. Im selben Jahr fasste er alle Speziallaboratorien zu einer wissenschaftlichen Forschungsabteilung unter seiner persönlichen Leitung zusammen. Er verfasste eine Vielzahl von Instruktionen und Aufsätzen und ein kleines Lehrbuch des Rettungswesens.
Am 9. Dezember 1937 wurde Grindler im Verlauf des Großen Terrors im Kusbass wegen Beteiligung an einer konterrevolutionären terroristischen Organisation verhaftet. Am 14. März 1938 verurteilte ihn das Militärkollegium des Obersten Gerichts der UdSSR zum Tod durch Erschießen mit sofortiger Vollstreckung in Kommunarka. Am 25. August 1956 rehabilitierte ihn das Militärkollegium des Obersten Gerichts der UdSSR.